# 759 Вініфера
759 Вініфера (759 Vinifera) — астероїд головного поясу, відкритий 26 серпня 1913 року.
Тіссеранів параметр щодо Юпітера — 3,293.
Названо за латинською назвою винограду культурного (лат. Vitis vinifera).